# Taubenturm (Saint-Ouen-l’Aumône)

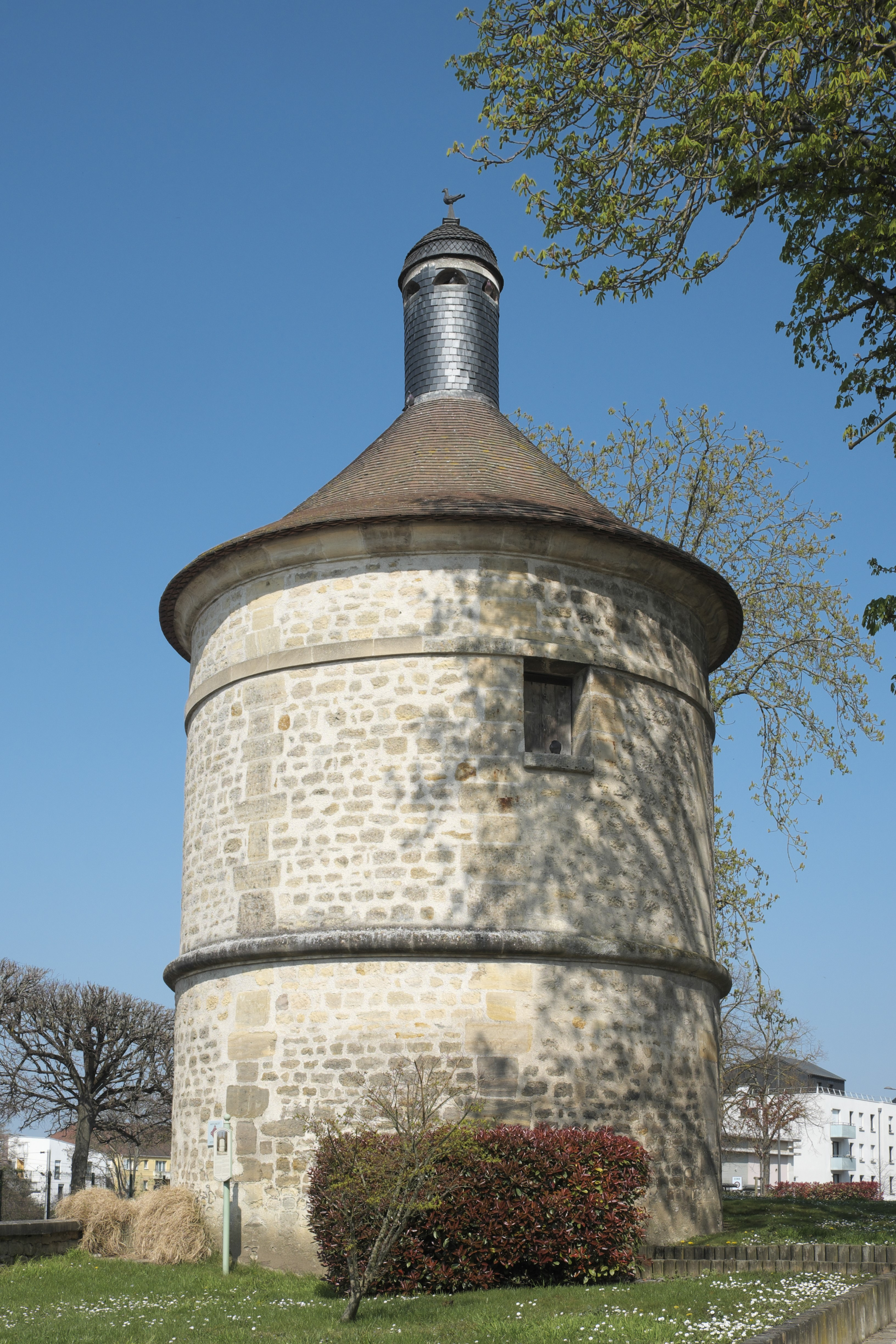
Taubenturm in Saint-Ouen-l’Aumône

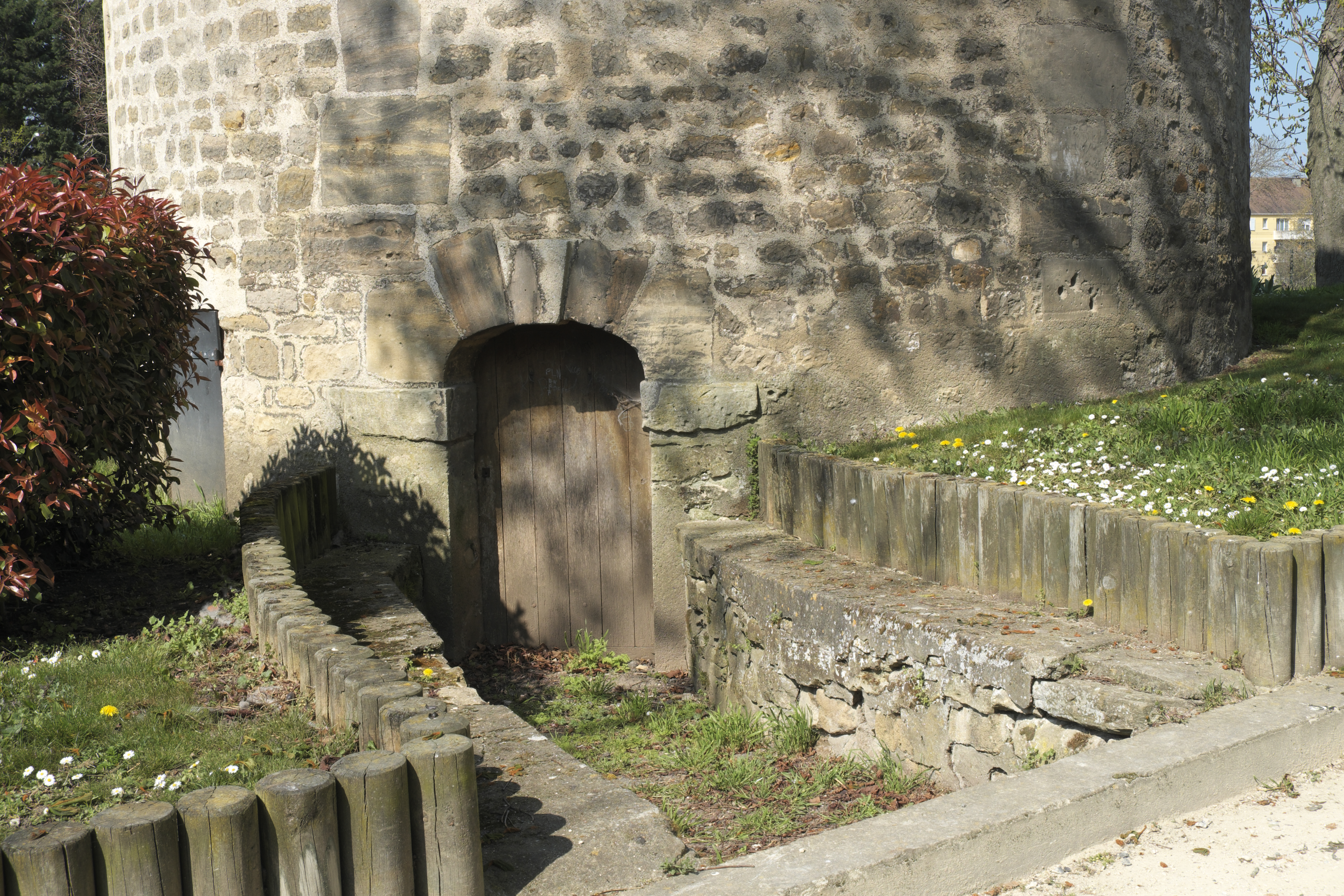
Eingang

Der Taubenturm (frz. colombier) in Saint-Ouen-l’Aumône, einer französischen Gemeinde im Département Val-d’Oise in der Region Île-de-France, wurde in der ersten Hälfte des 17. Jahrhunderts errichtet. Der Taubenturm an der Avenue de Verdun steht seit 1947 als Monument historique auf der Liste der Baudenkmäler in Frankreich.
Der runde Taubenturm, der zum grundherrschaftlichen Schloss gehörte, besteht aus Bruchsteinmauerwerk. Das Gebäude wird von einer Laterne mit schiefergedecktem Runddach abgeschlossen und von einem Dachknauf bekrönt.